# HMS Tiger (1546)
El Tiger, o Tyger, va ser un galió de 200 tones de la flota d'Enric VIII, construït a Deptfjord el 1546.
L'any 1588, el vaixell formava part d'un destacament naval que va lluitar contra l'Armada Invencible espanyola, comandada per Lord Henry Seymour, nomenat pel Lord Gran Almirall Charles Howard. Durant la batalla, el vaixell navegava sempre a l'altura de Newcastle, assotat per vents desfavorables. El capità del vaixell era William Ceasar.
El vaixell va ser desballestat el 1605.